# 侯家川镇
侯家川镇，是中华人民共和国甘肃省白银市会宁县下辖的一个乡镇级行政单位。
2014年，甘肃省民政厅批复同意撤销侯家川乡，设立侯家川镇。

## 行政区划
侯家川镇下辖以下地区：
侯家川村、白顾村、葛家滩村、古道岔村、邢郡村、下川村和芦河村。